# 塞西莉亚·萨拉

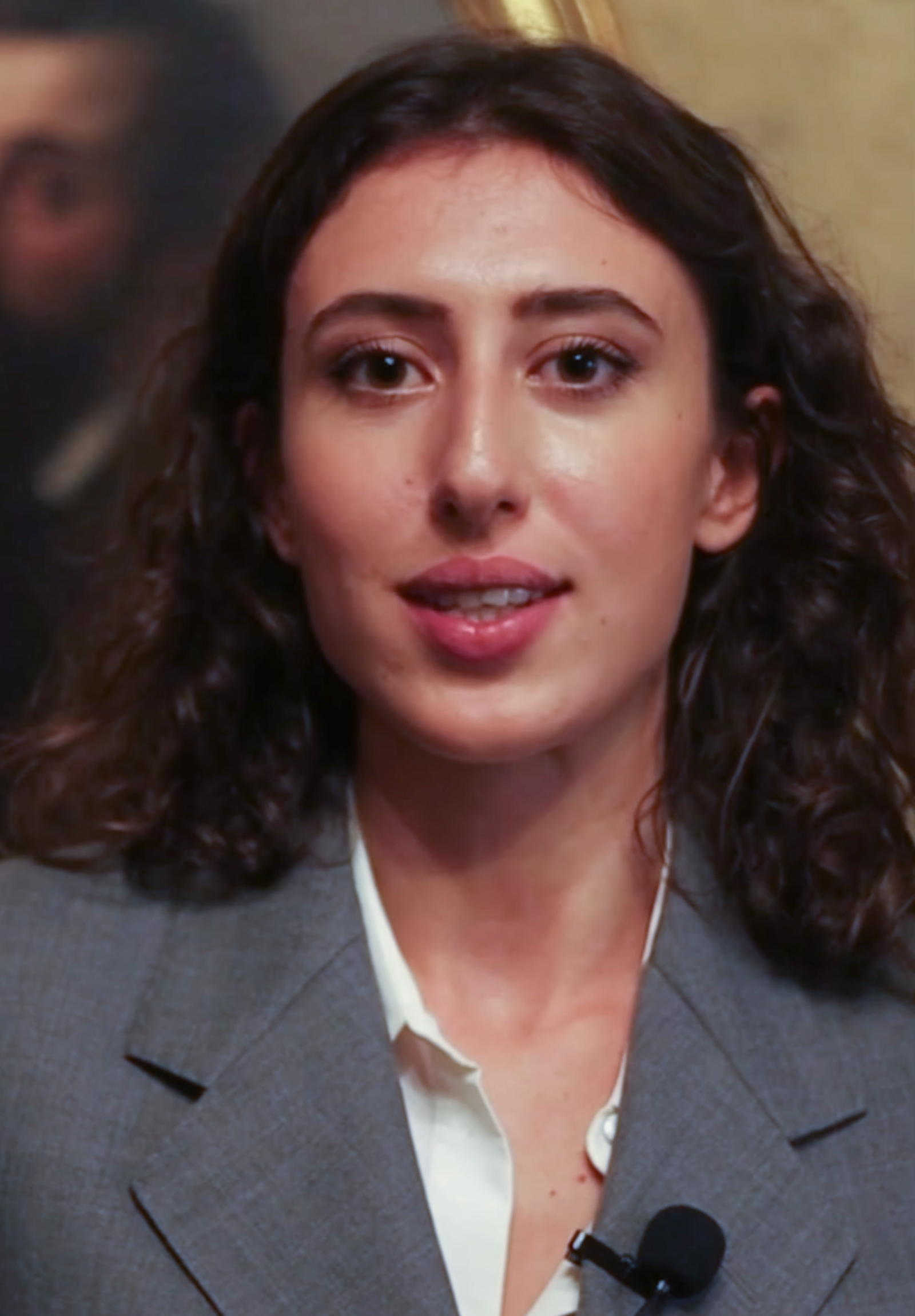
萨拉（摄于2023年）

塞西莉亚·萨拉，意大利记者和作家，主要报道时政和战争新闻。

## 早年
萨拉于1995年7月26日生于罗马。 她的父亲是Renato Sala，2004年以来任是摩根大通高级顾问，2023年以来任意大利锡耶纳银行独立董事；她的母亲是Elisabetta Vernoni，一位经理和环保活动家。
她毕业于罗马卡米洛·加富尔国立科学学院。从2014年到2018年，她参加了米兰博科尼大学的经济学学士学位课程，但没有完成学位，之后因工作原因她搬回罗马并就读于罗马大学。

## 记者生涯
2015年，她开始为Vice担任通讯员和记者，2016年为La7的电视节目Servizio pubblico担任记者。后来她为《L’Espresso》和《名利场》等杂志撰稿，还为意大利广播电视公司、弗里曼特尔传媒和La7的电视节目《Otto e mezzo》工作。
自2019年以来，萨拉为《Il Foglio》工作；她也是《赫芬顿邮报》、蒙达多利和播客公司Chora Media的作者。在为《Il Foglio》工作期间，她曾担任驻委内瑞拉和智利等国的特派记者，以及驻阿富汗（2021年塔利班攻势）和乌克兰（俄罗斯入侵乌克兰）的战地记者。她还在2024年伊朗—以色列冲突期间和之前任驻伊朗记者。
2024年12 月19日，她在持记者签证前往伊朗后在德黑兰被捕，并被单独监禁在埃文监狱。三天前，意大利在米兰马尔彭萨机场逮捕了伊朗无人机专家穆罕默德·阿贝迪尼·纳贾法巴迪。美国指控纳贾法巴迪及同伙密谋规避禁运，从美国向伊朗供应精密电子元件。2025年1月8日，意大利总理乔梅洛尼宣布萨拉已被伊朗当局释放，作为交换，意大利于1月12日释放了纳贾法巴迪。